# Oak Hill (Alabama)
Oak Hill – miasto w Stanach Zjednoczonych, w stanie Alabama, w hrabstwie Wilcox. W roku 2023 miasto zamieszkiwało 13 osób, a gęstość zaludnienia wynosiła 8,1 osoby/km².